# Zürcher Verkehrsverbund
Der Zürcher Verkehrsverbund (ZVV) ist der Tarif- und Verkehrsverbund des Öffentlichen Personennahverkehrs des Kantons Zürich und einiger angrenzender Gebiete. Im ZVV wurden 2020 rund 466 Millionen Fahrgäste befördert. Täglich überquerten knapp 331'000 Passagiere die Zürcher Stadtgrenze mit dem öffentlichen Verkehr. Der Kostendeckungsgrad betrug 62 Prozent.

## Rechtsstruktur
Der ZVV ist eine unselbständige Anstalt des öffentlichen Rechts und bildet eine Holding über rund 40 unabhängige Unternehmen (Schweizerische Bundesbahnen, PostAuto AG, regionale Verkehrsbetriebe sowie diverse kleinere Busbetriebe, Bergbahnen und Schifffahrtslinien) im Kanton Zürich, die sich im Verkehrsverbund zusammengeschlossen haben, um ihren Kunden ein flächendeckendes Angebot an Transportdienstleistungen zu bieten.
Zugleich ist der ZVV die oberste verkehrspolitische Instanz im Kanton Zürich; er ist funktional der kantonalen Volkswirtschaftsdirektion angegliedert.
Der breiten Öffentlichkeit ist der ZVV in erster Linie als Tarifverbund geläufig, der sämtliche Verkehrsmittel (ob Bus, Bahn, Tram, Schiff oder Seilbahn) unter einem einheitlichen Tarifsystem vereint. Innerhalb einer Tarif-Zone können sämtliche Verkehrsmittel genutzt werden. Seit Dezember 2012 sind alle Fahrausweisarten auch über das ZVV-Gebiet hinaus in andere Tarifverbünde als Z-Pass erhältlich.

## Organisation

### Marktverantwortliche Verkehrsunternehmen (MVU)

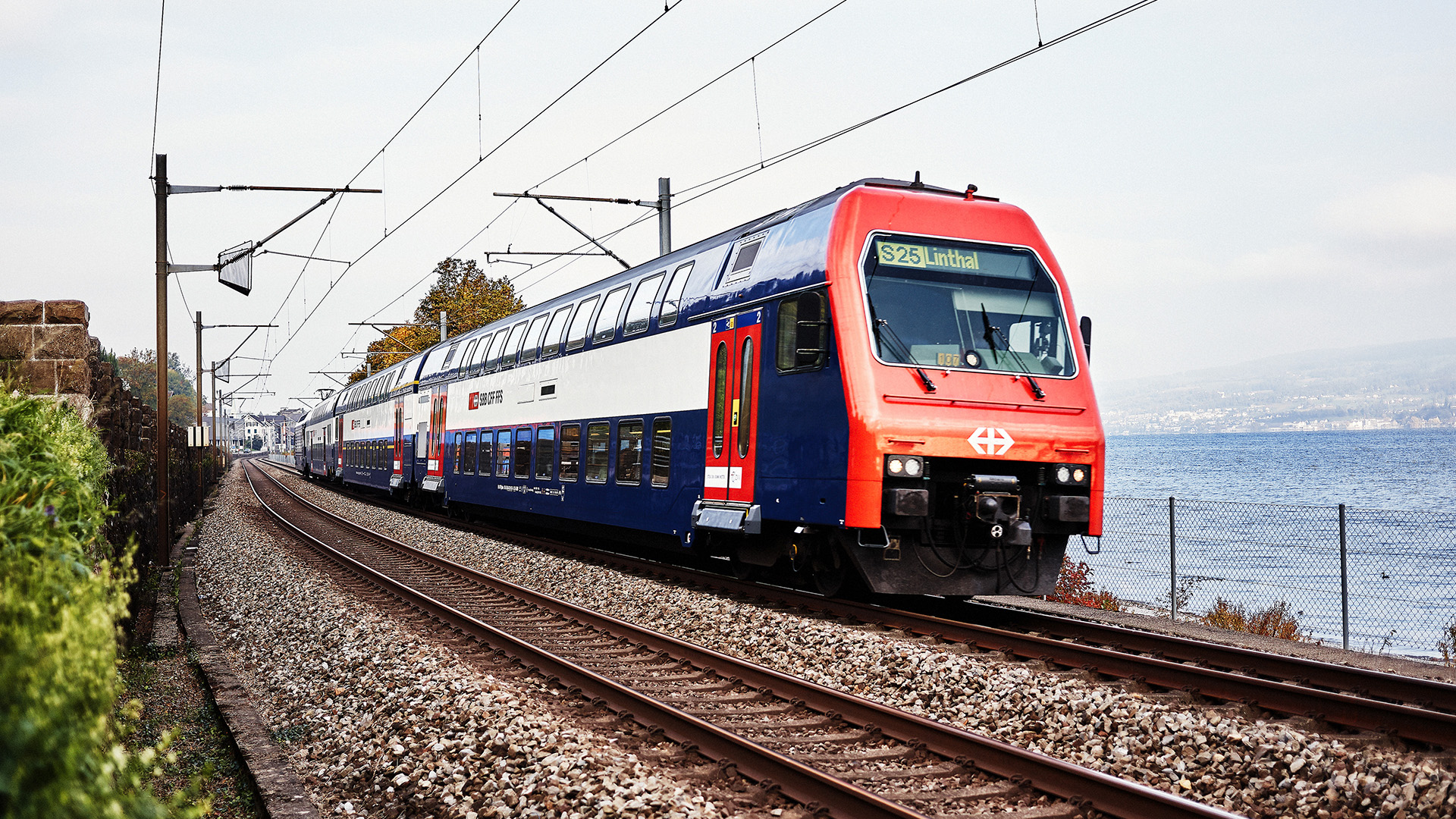
Eine doppelstöckige Zürcher S-Bahn, die von den SBB betrieben wird

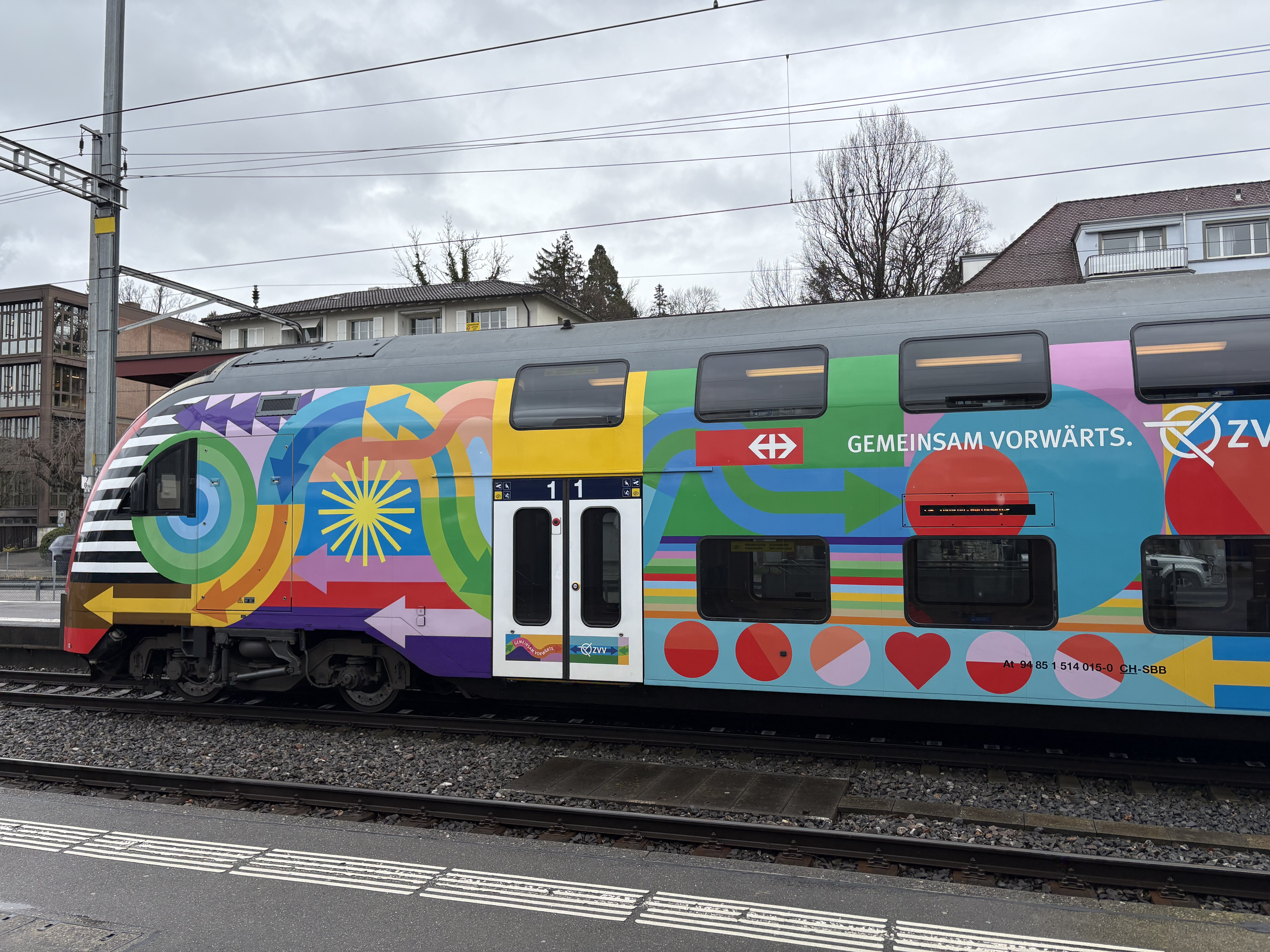
S-Bahn mit ZVV-Bemalung

Seit etwa 1995 ist der ZVV in geographische Marktgebiete unterteilt, in welchen jeweils ein einzelnes marktverantwortliches Verkehrsunternehmen (MVU) sämtliche Aufgaben wahrnimmt. Zum Auftragskatalog gehören unter anderem das Erbringen von Fahrleistungen (durch Ausschreibung/Vergabe an Dritte oder selbst), die Angebotsplanung und das Marketing.

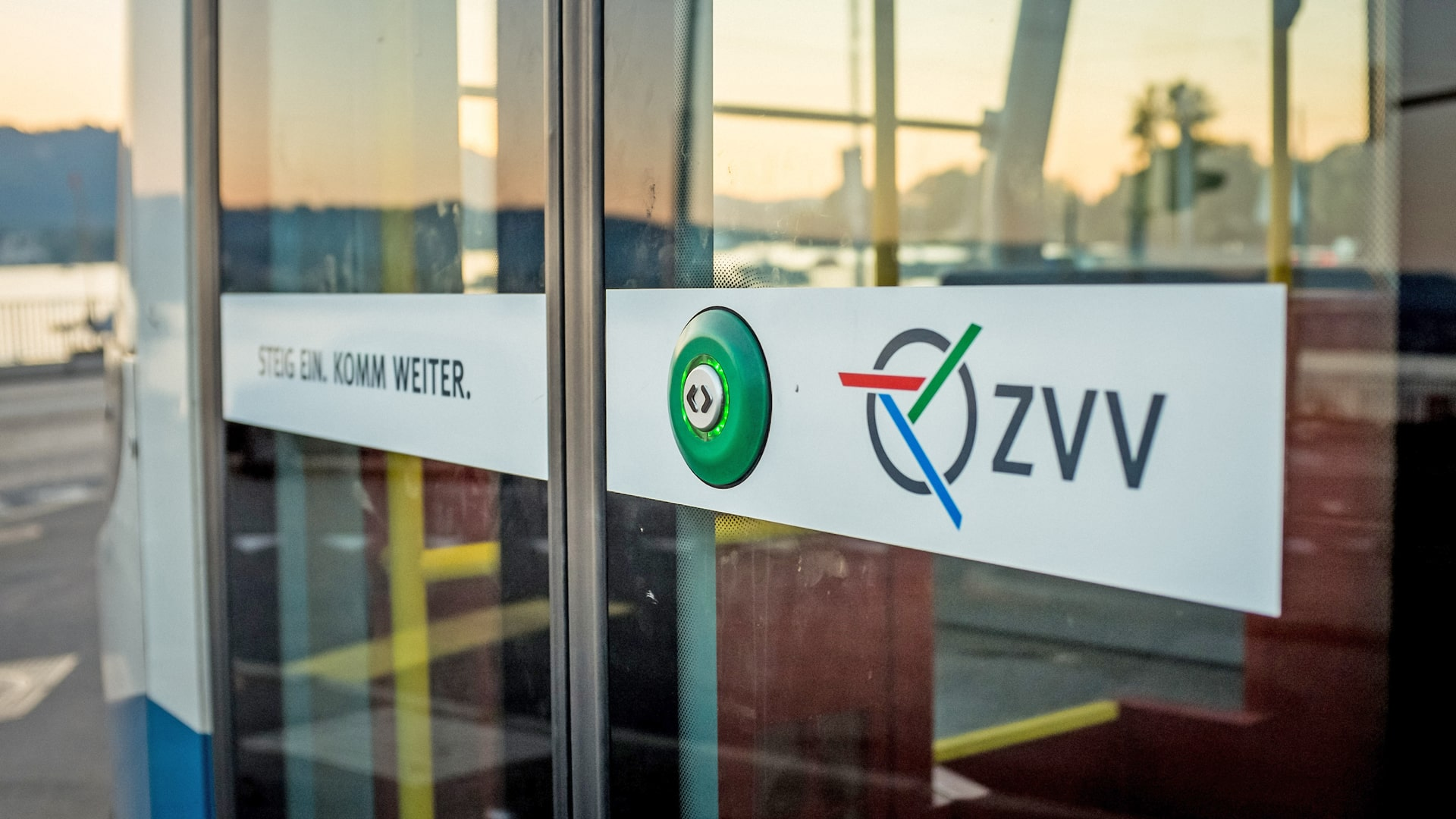
ZVV-Logo auf einem Tram der VBZ in Zürich

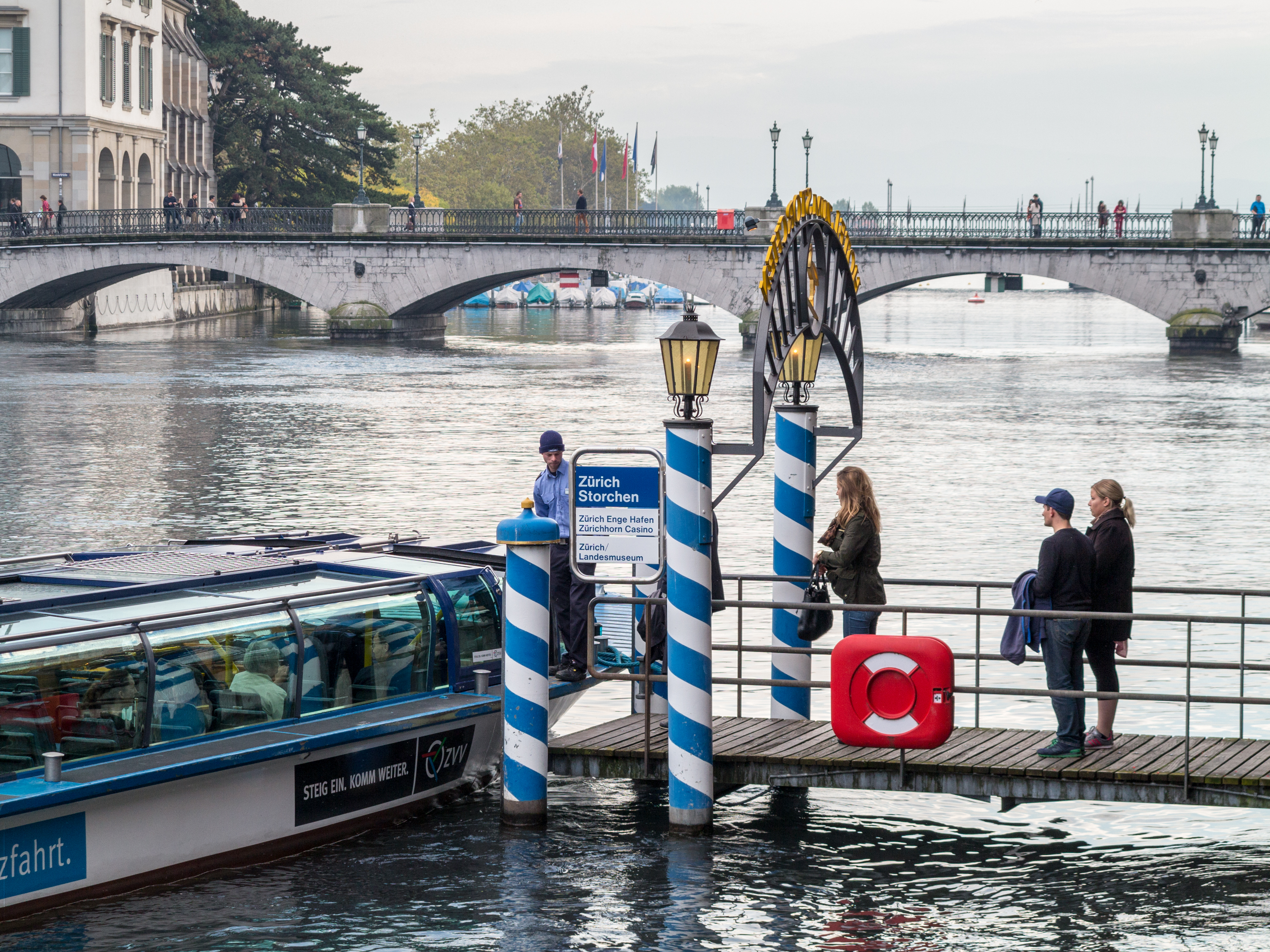
ZVV-Haltestelle im Fluss

Unter den acht MVU nehmen die Schweizerischen Bundesbahnen (SBB) und PostAuto eine Sonderstellung ein, da ihre Zuständigkeiten sich nicht nur auf bestimmte Gebiete innerhalb der ZVV-Regionen beschränken. Der Zürichsee fällt alleine in die Verantwortung der Zürichsee-Schifffahrtsgesellschaft (ZSG), die übrigen sechs Unternehmen teilen sich den Kanton in der Regel nach ihrer historisch gewachsenen Zuständigkeit auf und folgen daher nicht zwingend den politischen Grenzen der Bezirke oder den natürlichen Grenzen der Regionen.
- Schweizerische Bundesbahnen (SBB), Zürcher S-Bahn

S-Bahn Zürich
- Verkehrsbetriebe Zürich (VBZ)

Stadt Zürich
Agglomeration West (Limmattal, Kilchberg, Rüschlikon)
Agglomeration Ost (oberes Glattal, Zollikon, Zumikon, Küsnacht)
- Stadtbus Winterthur

Stadt Winterthur
Seuzach, Wiesendangen, Brütten, Pfungen und Neftenbach
- VBG Verkehrsbetriebe Glattal AG

Mittleres Glattal, Flughafen, Bassersdorf
Furttal, Dielsdorf
Effretikon, Volketswil
- Sihltal Zürich Uetliberg Bahn SZU AG

Region Zimmerberg/linkes Zürichseeufer, Bezirk Höfe
- Verkehrsbetriebe Zürichsee und Oberland (VZO)

Region Pfannenstiel/rechtes Zürichseeufer, Uster, Bezirk Hinwil, Rapperswil-Jona
- PostAuto AG, Gebiet Nord

Region Weinland, Teile Bezirk Winterthur, Teile Bezirk Pfäffikon
Region Unterland, Wehntal
Bezirk Affoltern
- Zürichsee-Schifffahrtsgesellschaft (ZSG)

Zürichsee und Obersee, Limmat

### Partnerunternehmen
Der Begriff Partnerunternehmen stammt aus der Gründungszeit des ZVV, als noch sämtliche beteiligten Unternehmen gleichwertige Partner waren. Die komplexer werdenden Planungsaufgaben haben schliesslich zur Schaffung der MVU geführt. Die Partnerunternehmen agieren daher als Transportbeauftragte der MVU. Aufgrund von Fusionen oder Umstrukturierungen kann die Anzahl Unternehmen von Zeit zu Zeit fluktuieren – 2020 waren neben den acht MVU 29 weitere Unternehmen beteiligt:

#### Bahnen
- Aargau Verkehr mit Bremgarten-Dietikon-Bahn und Limmattalbahn
- Forchbahn (FB)
- Schweizerische Südostbahn (SOB)
- Thurbo

#### Busse
- Autobusbetrieb H. Baumgartner / Autobusbetrieb Zürich-Zollikon-Küsnacht (AZZK)
- Aargau Verkehr / Limmatbus
- Eurobus Welti-Furrer
- Maag Busbetrieb
- AHW Busbetriebe
- Busbetriebe Bamert
- O. Schneider Busbetriebe
- Ryffel
- … und 15 weitere Transportbeauftragte

#### Bergbahnen
- Dolderbahn (Db)
- Luftseilbahn Adliswil–Felsenegg (LAF)
- Polybahn

#### Schiffen
- Schifffahrts-Genossenschaft Greifensee (SGG)

## Netzpläne

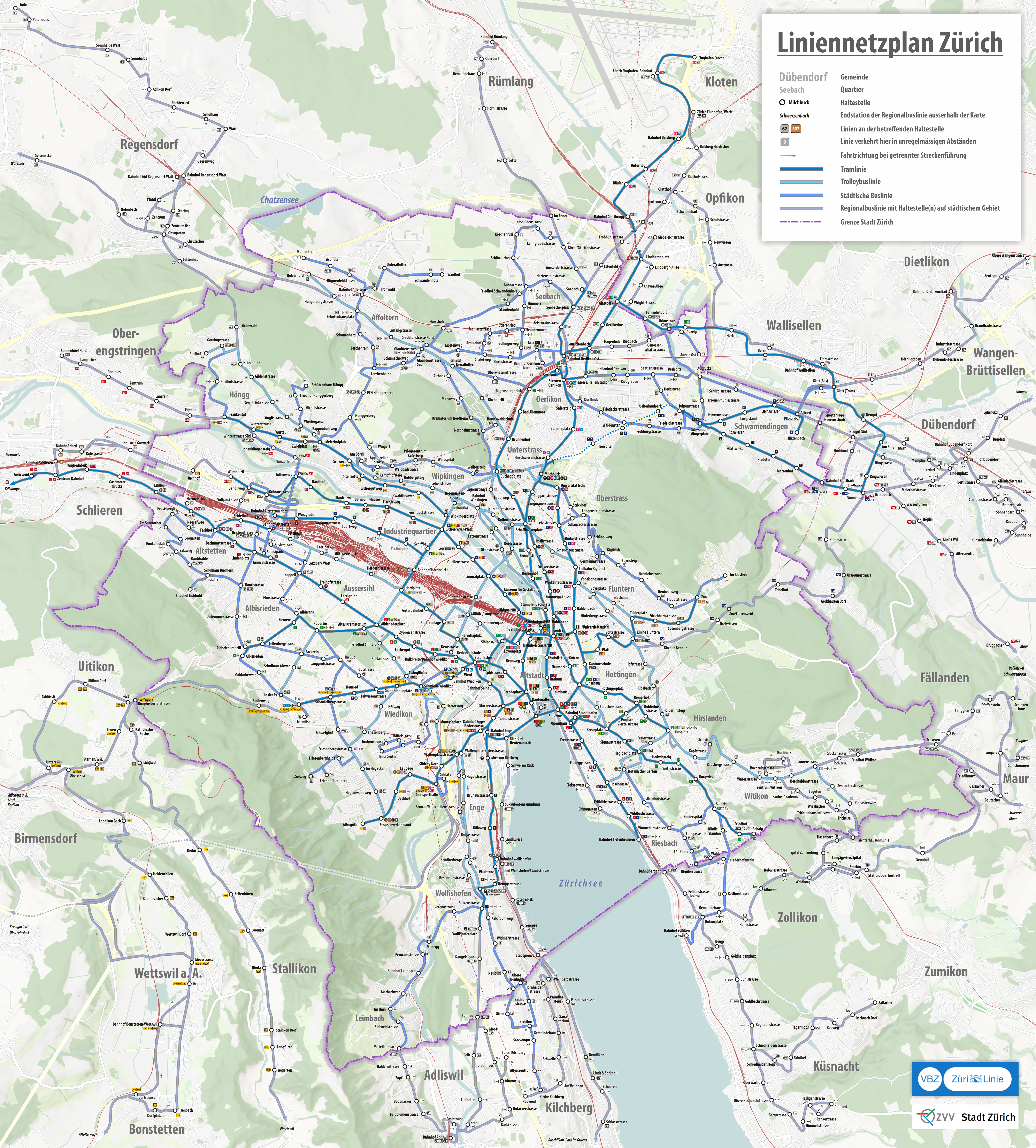
VBZ Zürich
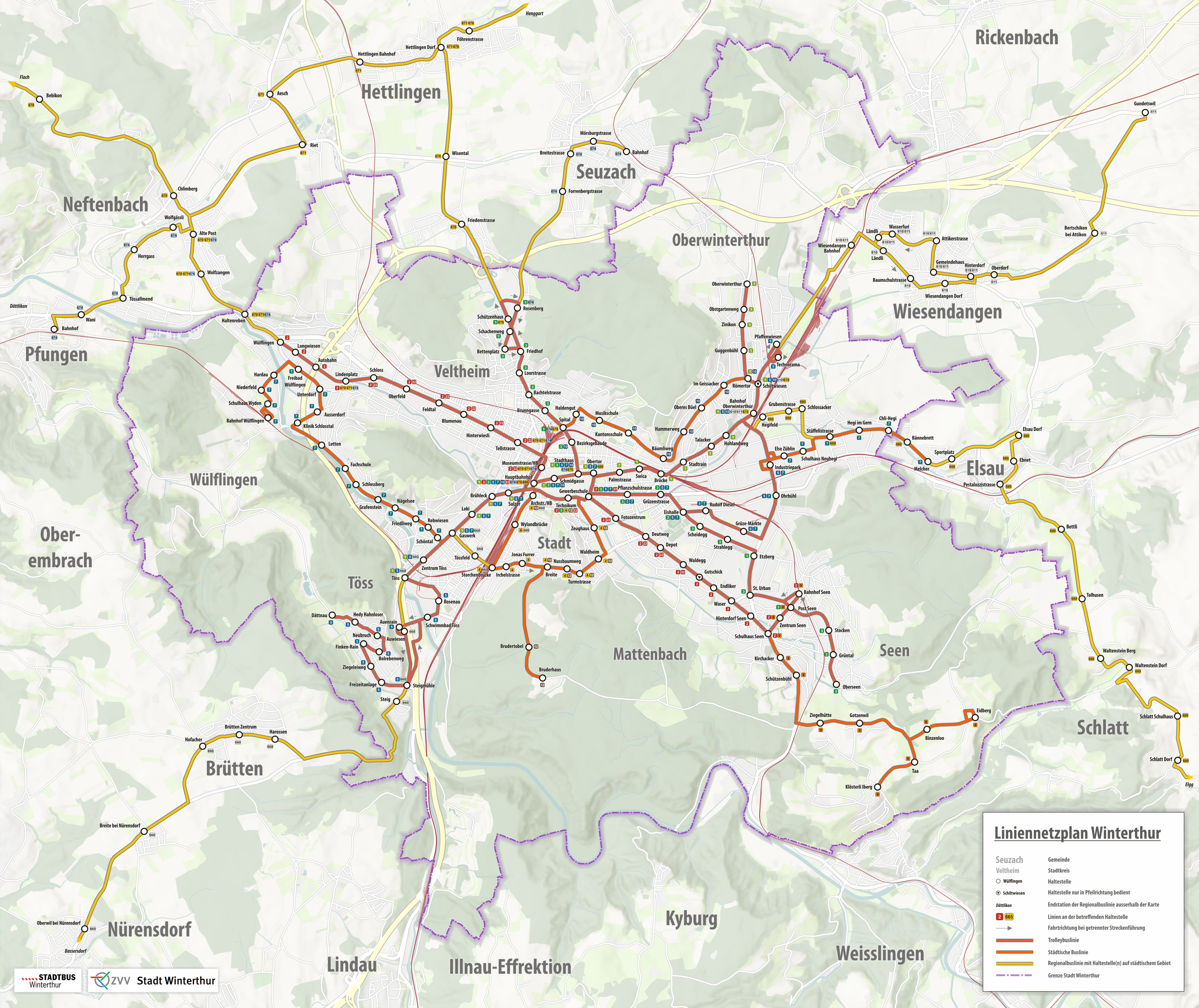
Winterthur
VBG Glattal
VZO Zürichsee und Oberland
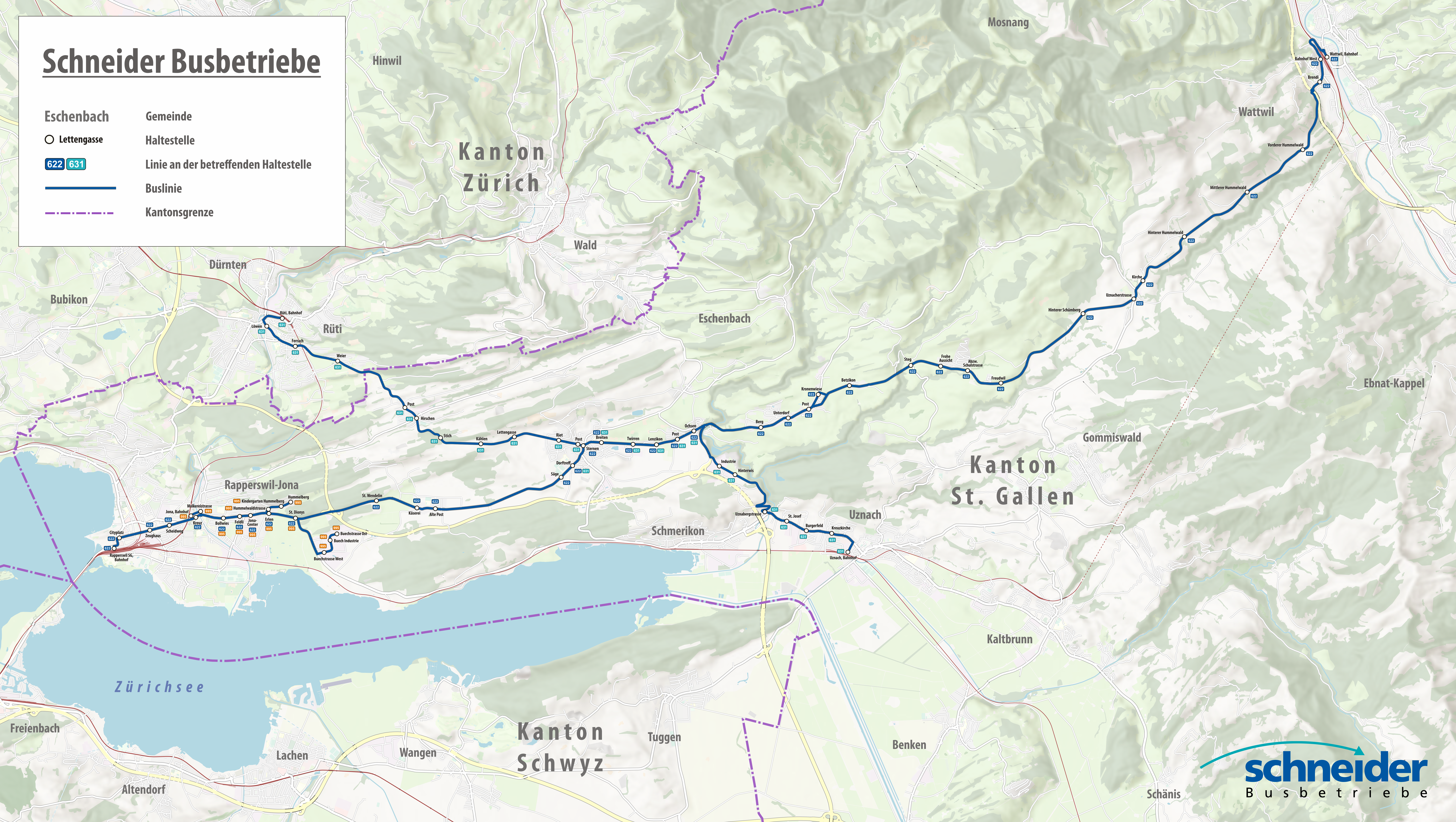
Schneider Busbetriebe
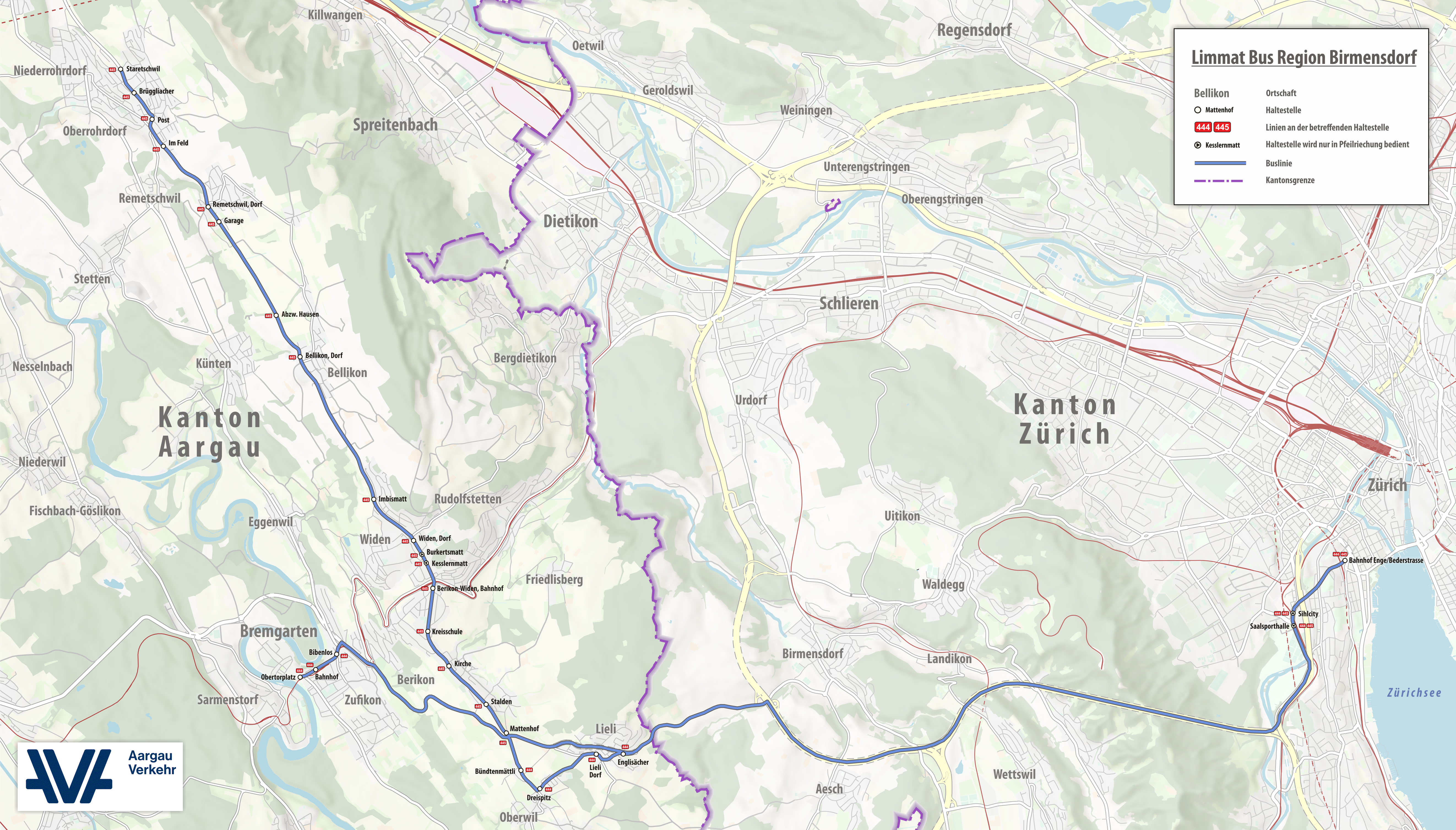
Limmat Bus Bremgarten
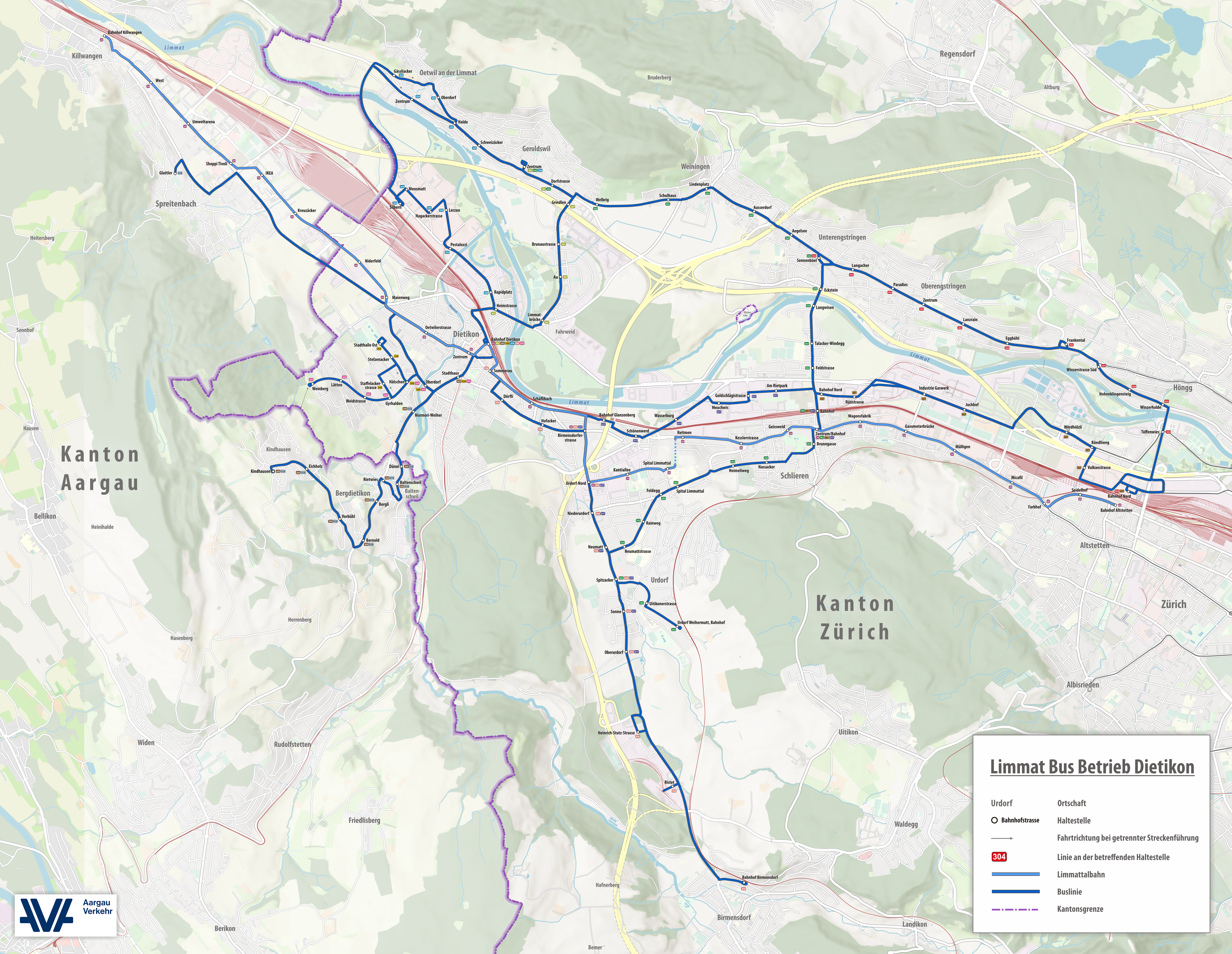
Limmat Bus Dietikon

## Geschichte und Operationsprinzip
Gegründet wurde der Zürcher Verkehrsverbund im Jahre 1990, seine Grundlage bildete allerdings bereits die kantonale Abstimmung über die Schaffung einer S-Bahn Zürich am 29. November 1981. Der geistige Vater beider Projekte war der damalige Zürcher Regierungsrat Hans Künzi. Künzi überzeugte die Kantonalzürcher Stimmbürger, 520 Millionen Franken für die Neubaustrecke Hirschengrabentunnel–Zürichbergtunnel bereitzustellen, welche praktisch schlüsselfertig an die SBB abgetreten wurde. Um die Investition zu schützen und zu kontrollieren, schuf Künzi eine kantonale Organisation, die alle beteiligten Parteien an einen gemeinsamen Tisch zwang – damit war der erste Verkehrsverbund der Schweiz geboren.
In den achteinhalb Jahren zwischen Abstimmung und Betriebsaufnahme wurden die Feinheiten beider Projekte weiter ausgearbeitet. Der Verkehrsverbund wuchs erst damit zum Verbund; er vereinte alle im Kanton tätigen Transportunternehmen unter einem Dach und festigte die neue Hierarchie, in welcher das sogenannte Stammnetz der S-Bahn als Hauptverkehrsträger dient und die Buslinien die regionale und lokale Feinverteilung übernehmen. Darüber hinaus wurden innerhalb des ZVV die Strukturen geschaffen, um die Anliegen der Gemeinden und Regionen berücksichtigen zu können und Angebote koordiniert auszuarbeiten und anzupassen.
Für den Kunden ging die Schaffung des Verkehrsverbunds einher mit der Einführung eines Tarifverbunds, der die Nutzung sämtlicher Verkehrsträger mit demselben Billett ermöglichte. Zusammen mit der Eröffnung der S-Bahn Zürich brachte dies eine erhebliche Verbesserung des Angebots des Öffentlichen Personennahverkehrs mit sich.
Ab 2024 will das Alliance-Swisspass-Mitglied testweise Einzelbilette auf dem Swisspass anbieten. Die entsprechende Funktion wurde im März 2024 aufgeschaltet. Mit dem Fahrplanwechsel am 15. Dezember 2024 wurde der Ticketverkauf durch das Fahrpersonal in den Regionalbussen eingestellt. Zur Förderung der multimodalen Mobilität setzt der ZVV verstärkt auf Publibike und Mobility. ZVV-Jahresabonnementen die Neukunden bei Publibike oder Mobility werden, erhalten auf gewissen Angeboten einen Rabatt.

### Taktverkehr
Innerhalb des ZVV wurde – wo es nicht bereits seit Mai 1982 der Fall war – grundsätzlich auf allen Linien der Taktfahrplan eingeführt. Bei sämtlichen S-Bahn-Linien, die den Zürcher Hauptbahnhof passieren, dem sogenannten Stammnetz, ist der Halbstundentakt die Regel. In dünner besiedelten Gebieten ist vor allem beim Bus der Stundentakt die Regel, während in der Nähe von Städten die Buslinien tagsüber im Viertelstundentakt verkehren. In den grossen Städten Zürich und Winterthur verkehren Trams, Trolleybusse und Autobusse tagsüber in deutlich kürzeren Zeitabständen.

## S-Bahn Zürich
Die S-Bahn Zürich wurde am 27. Mai 1990 als erstes S-Bahn-System der Schweiz eröffnet. Das Netz wird von den SBB in enger Zusammenarbeit mit dem Kanton Zürich betrieben und ist der Hauptverkehrsträger im Zürcher Verkehrsverbund.
Für die S-Bahn wurden der Zürichbergtunnel zwischen Zürich Stadelhofen und dem Glatttal, der eine schnelle Verbindung ins Zürcher Oberland ermöglicht, und der Hirschengrabentunnel zwischen Zürich Hauptbahnhof und Zürich Stadelhofen, der die östlichen Gebiete des Kantons besser mit dem Hauptbahnhof verbindet, gebaut. Die Sihltal-Zürich-Uetliberg-Bahn wurde unterirdisch von Zürich Selnau bis zum Hauptbahnhof verlängert. Die Bahnhöfe Stadelhofen und der Hauptbahnhof wurden stark erweitert.

## Kennzahlen
Das Verbundgebiet umfasst 1839 Quadratkilometer mit 1.63 Millionen Einwohnern. Es wird durch ein Netz mit 4851 Kilometern Länge von 428 Linien mit 2715 Haltestellen erschlossen. Im Einsatz stehen 1300 Fahrzeuge.